# István Gergely
István Gergely (Dunajská Streda, 20 augustus 1976) is een Slowaaks en Hongaars waterpolospeler.
István Gergely nam als waterpoloër driemaal deel aan de Olympische Spelen in 2000, 2004 en 2008. Gergely kwam eerst uit voor Slowakije later kreeg hij de Hongaarse nationaliteit en kwam voor dat land uit. Hij veroverde twee gouden medailles.
In de competitie kwam Gergely uit voor Domino Honvéd Sportegyesület in Boedapest.
Karol Bačo · 
Milan Cipov · 
Sergej Charin · 
István Gergely · 
Michal Gogola · 
Gejza Gyurcsi · 
Jozef Hrošík · 
Róbert Káid · 
Martin Mravík · 
Alexander Nagy · 
Peter Nižný · 
Peter Veszelits · 
Juraj Zaťovič
Tibor Benedek · 
Péter Biros · 
Rajmund Fodor · 
István Gergely · 
Tamás Kásás · 
Gergely Kiss · 
Norbert Madaras · 
Tamás Molnár · 
Ádám Steinmetz · 
Barnabás Steinmetz · 
Zoltán Szécsi · 
Tamás Varga · 
Attila Vári
Tibor Benedek · 
Péter Biros · 
István Gergely · 
Norbert Hosnyánszky · 
Tamás Kásás · 
Gábor Kis · 
Gergely Kiss · 
Norbert Madaras · 
Tamás Molnár · 
Zoltán Szécsi · 
Dániel Varga · 
Dénes Varga · 
Tamás Varga